# St. Peter (Hamburg-Groß Borstel)

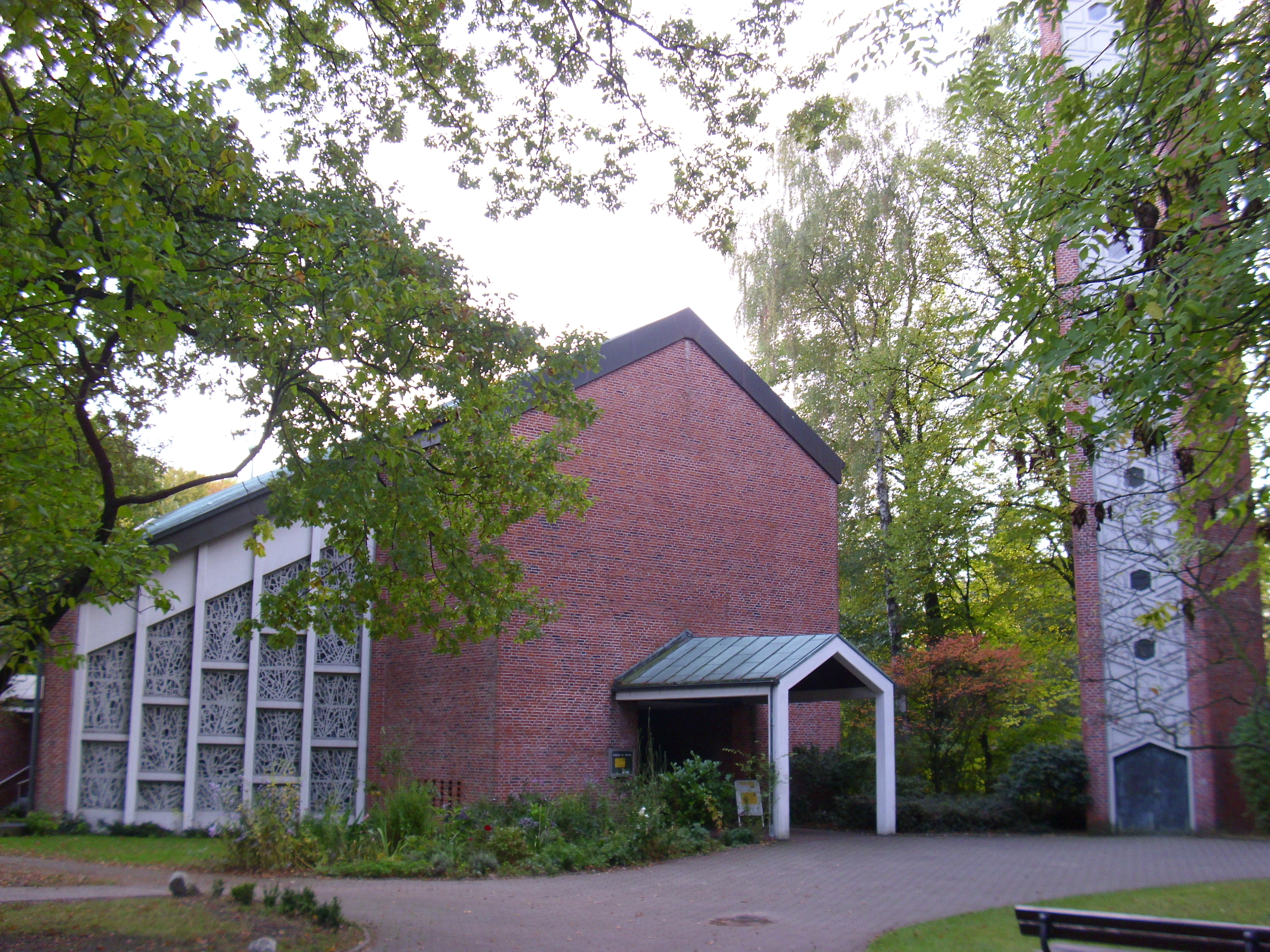
Eingangsansicht

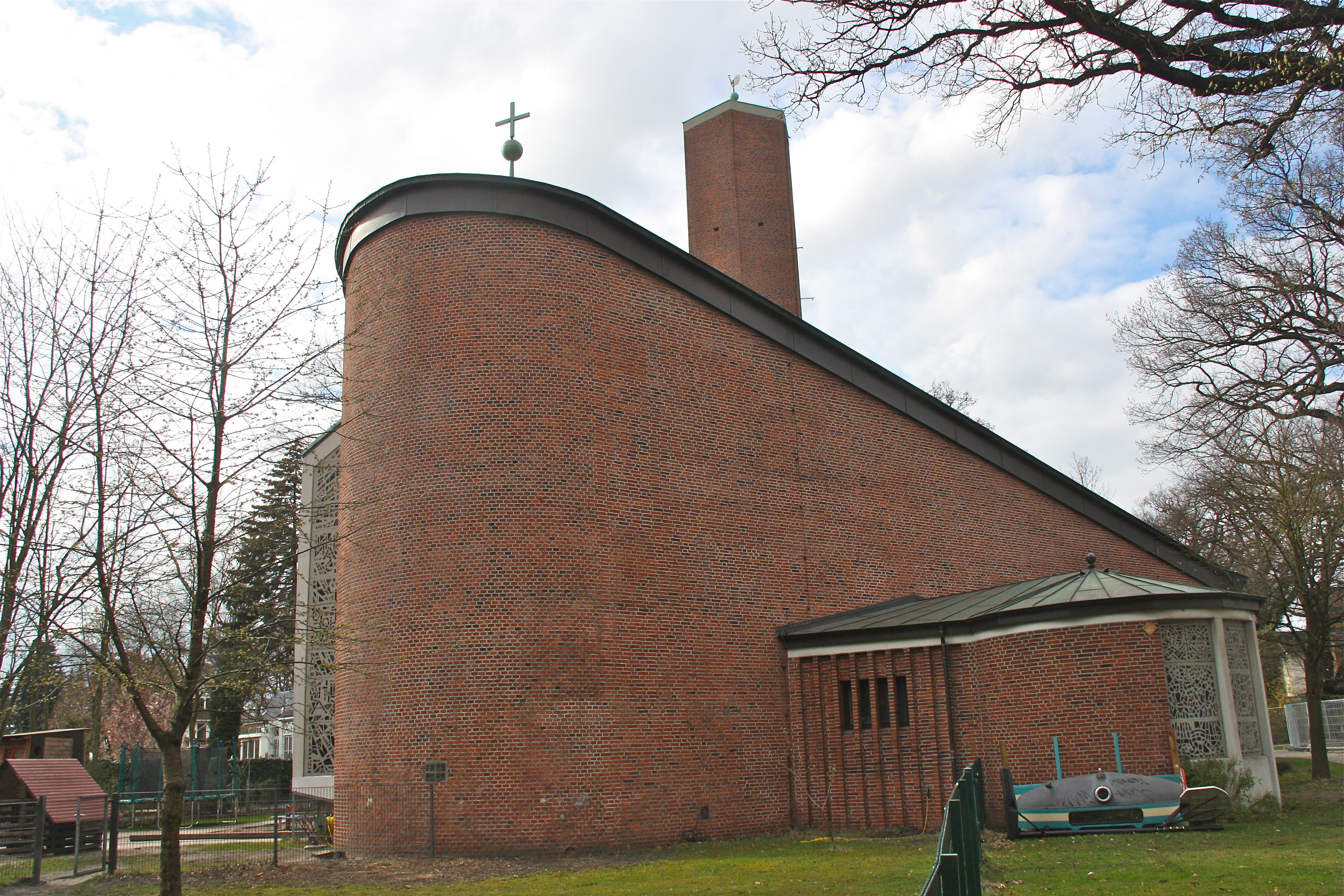
Rückwärtige Ansicht, rechts die Sakristei

Die evangelisch-lutherische Kirche St. Peter ist die zentrale Kirche des Hamburger Stadtteils Groß Borstel. Sie liegt an der Ecke Borsteler Chaussee / Schrödersweg in unmittelbarer Nähe zum Stavenhagenhaus. Mit ihrer zentralen Lage und der herausragenden Gestalt des Kirchenschiffs und des Turms prägt sie das Ortsbild des Stadtteils.

## Vorgängerbau
Bis 1947 gehörte Groß Borstel kirchlich zur St. Johannis-Kirche in Eppendorf. Der Eppendorfer Kirchenvorstand war allerdings erst in den späten 1920er-Jahren bereit, für Groß Borstel eine eigenständige Pfarrstelle zu schaffen und einen sogenannten „Kirchsaal“ zu bauen. Seit 1932 existiert das von Fritz Höger entworfene Gebäude, das von 1937 bis zum Bau der Kirche St. Peter den Namen „Christus über den Wogen“ führte. Der Name leitete sich von einem Altarbild von Bernhard Hopp ab, das den sinkenden aber von Christus geretteten Petrus zeigt. Der Bezug der Gemeinde auf Petrus wurde bis heute mit dem Namen der Kirche beibehalten.
Nachdem die Bevölkerungszahl Groß Borstels bis 1955 stark gestiegen war, wurde der Kirchenneubau einstimmig vom Vorstand der mittlerweile selbständigen Gemeinde beschlossen. Der alte Kirchsaal wird seitdem ebenfalls von der Gemeinde genutzt und gehört wie die Kirche zu den erkannten Baudenkmälern in Groß Borstel.

## Bau der Kirche
Die Kirche wurde von 1956 bis 1959 unter der Leitung des Architekten Otto Andersen erbaut und gilt als sein schönstes und konsequentestes Werk. Der Bau führt die Gedanken der Hammer Kirche weiter, wobei die Einheitlichkeit von Raum für die Gemeinde mit dem liturgischen Bereich hier noch enger geworden ist. Die Kirche ist außen mit roten und innen mit weißen Ziegelsteinen so verkleidet, dass die zu Grunde liegende Betonkonstruktion nicht sichtbar ist. Das Dach ist auf beiden Längsseiten abgeschleppt und dominiert den Gesamteindruck des geschlossen wirkenden Gebäudes, aus dem auf einer Seite das den Taufraum abschließende Fenster und auf der anderen Seite die runde Sakristei hervor tritt. Über dem Eingang der Kirche befindet sich im Tympanon ein Mosaik das erneut Elemente der Petrus-Geschichte aufnimmt und einen deutlichen Bezug zum Altarbild des ersten Kirchsaals herstellt.
Die gesamte Länge der Kirche ohne Turm beträgt etwa 39 m und die Breite etwa 27 m. Der Turm selbst ist 40 m hoch und trägt zusätzlich auf der Spitze einen 2 m hohen kupfernen Wetterhahn.
Das Dach hatte ursprünglich einen markanten, direkt unter der Dachkante umlaufenden Betonsims. Aufgrund von Sturmschäden im Jahre 1961 musste es jedoch vollständig umgestaltet werden, wobei auch dieser Sims verschwand und durch eine kupferne Schürze ersetzt wurde.

## Ausstattung
Der Innenraum wirkt insgesamt freundlich und hell, Gemeinde und Pastor werden durch das offen und großzügig gestaltete Innere nicht voneinander getrennt. Durch die bei gleich bleibender Dachhöhe ansteigenden Außenmauern wird der Eindruck erzeugt, der Innenraum würde zum Altar hin höher. Der knapp und geschlossen wirkende Raum ist nach oben durch eine Holzdecke abgeschlossen. Der breite Mittelgang betont in dem relativ kurzen Raum die Richtung zum Altar, der mit dem Bronzekreuz und den Leuchtern eine optische Einheit bildet. Den Altar, seine Ausstattung und die Taufe schuf Fritz Fleer, die Kanzel Otto Andersen. Die Abendmahlsgeräte aus Silber mit Rosenquarz sind von Ragna Sperschneider.
Besonders die Lichtführung ist im Innenraum sehr gelungen, die Fenster von Claus Wallner bestimmen den Eindruck. Die Wände rechts und links des Eingangs bestehen aus großen Glasflächen, die mit pflanzlichen Motiven gestaltet sind, aber nur wenig Farbe aufweisen. Das Hauptfenster der Kirche liegt rechts vom Altar hinter dem Taufstein. Es ist weitaus stärker farbig gestaltet, bezieht sich mit seinen Motiven auf die Taufe und nimmt die Namen der Apostel auf.
Obwohl immer wieder Überlegungen angestellt wurden, den Innenraum zu verändern, beschränkte sich die einzige durchgeführte Umgestaltung darauf, im Jahre 2001 die letzten beiden Bankreihen zu entfernen, wodurch unter der Orgelempore ein vielfältig für Veranstaltungen nutzbarer freier Bereich entstand.

## Orgel

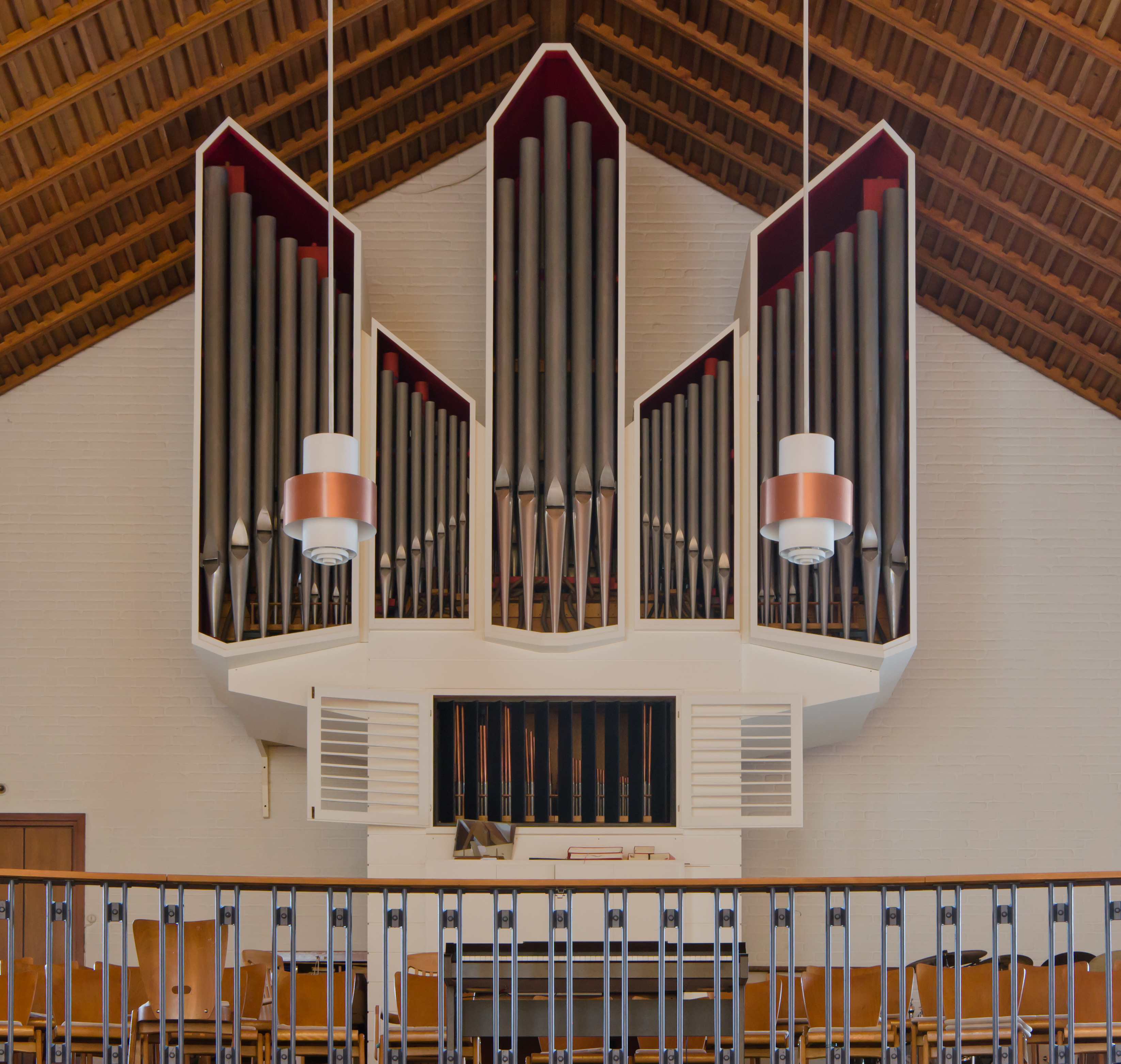
Orgelprospekt

Die heute vorhandene Orgel aus der Werkstatt von Alfred Führer wurde 1963 gebaut. Das Instrument verfügt über 24 Register, verteilt auf zwei Manuale und Pedal. Ihre Disposition lautet:
| I Hauptwerk C–g3 |             |       |
| 1.               | Quintadena  | 16′   |
| 2.               | Prinzipal   | 8′    |
| 3.               | Rohrflöte   | 8′    |
| 4.               | Oktave      | 4′    |
| 5.               | Nasard      | 2 ⁄3′ |
| 6.               | Flachflöte  | 2′    |
| 7.               | Mixtur V–VI | 1 ⁄3′ |
| 8.               | Trompete    | 8′    |

| II Brustwerk C–g3 |                 |       |
| 9.                | Gedackt         | 8′    |
| 10.               | Quintadena      | 8′    |
| 11.               | Blockflöte      | 4′    |
| 12.               | Prinzipal       | 2′    |
| 13.               | Quinte          | 1 ⁄3′ |
| 14.               | Sesquialtera II |       |
| 15.               | Scharff IV      | 1⁄2′  |
| 16.               | Krummhorn       | 8′    |
|                   | Tremulant       |       |

| Pedal C–f1 |                |       |
| 17.        | Subbass        | 16′   |
| 18.        | Prinzipal      | 8′    |
| 19.        | Gedackt        | 8′    |
| 20.        | Oktave         | 4′    |
| 21.        | Rauschpfeife V | 2 ⁄3′ |
| 22.        | Posaune        | 16′   |
| 23.        | Trompete       | 8′    |
| 24.        | Trompete       | 4′    |

- Koppeln: 3 Normalkoppeln (II/I, I/P, II/P)

## Glocken
Im Turm befanden sich ursprünglich vier Stahlglocken aus der Glockengießerei Bochumer Verein. Diese waren mit einem starren Geläut mit dem Turm verbunden und verursachten über die Zeit Schäden an ihm, so dass er Anfang der 1980er-Jahre repariert werden musste. 1983 erhielt der Turm einen hölzernen Glockenstuhl und vier leichtere Bronzeglocken.

## Wirtschaftliche Situation
Die von über 20.000 Ende der 1950er-Jahre auf heute noch knapp 9000 gesunkene Bevölkerung Groß Borstels und die Tendenz zu Kirchenaustritten hat auch für St. Peter eine sich verschlechternde wirtschaftliche Situation erzeugt. Daher erhält die Kirche seit 2000 viele benötigte Mittel über die Zusammenarbeit mit verschiedenen Stiftungen. Zur Erhaltung des alten Kirchsaals ist eine eigenständige Stiftung geplant, die Zusammenarbeit mit Nachbargemeinden wird bereits intensiv praktiziert. Nach längeren Überlegungen ist auf Teilen des bisherigen Kirchengrundstückes die Errichtung von Wohngebäuden vorgesehen, mit der im Jahre 2012 begonnen wurde.

## Fotografien und Karte
Koordinaten: 53° 36′ 26,6″ N, 9° 58′ 35,3″ O

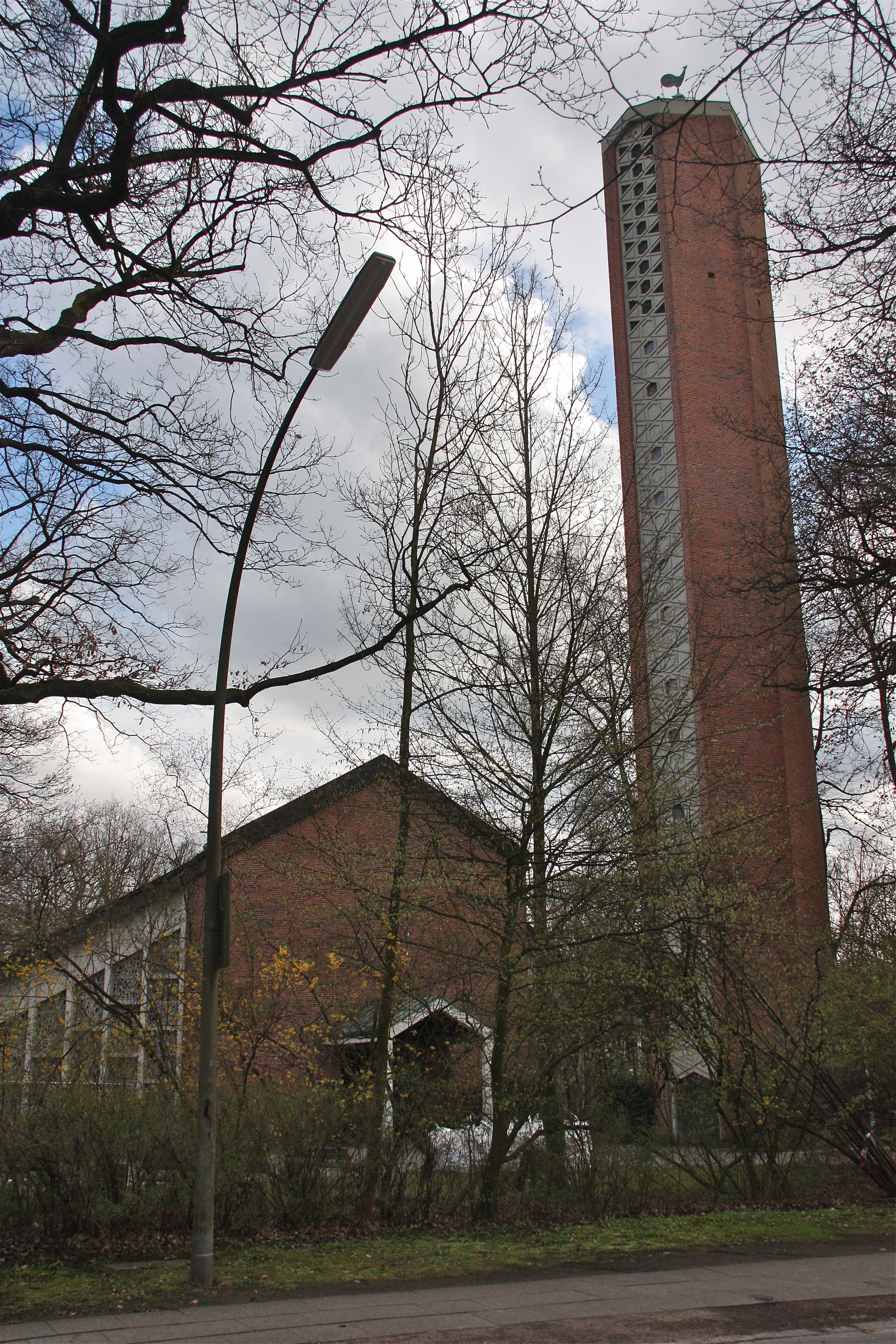
Eingangsseite und Kirchturm
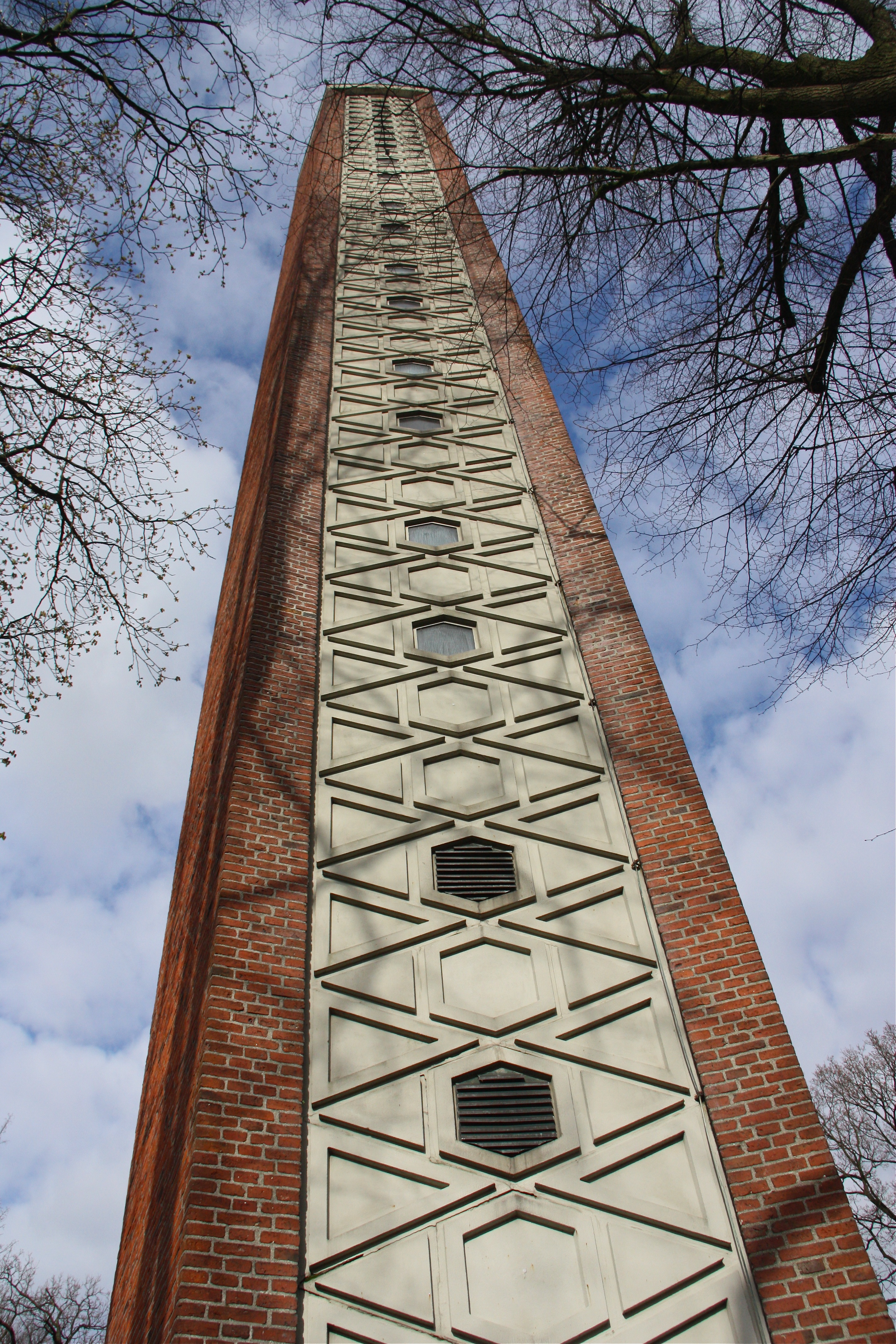
Struktur des Turms
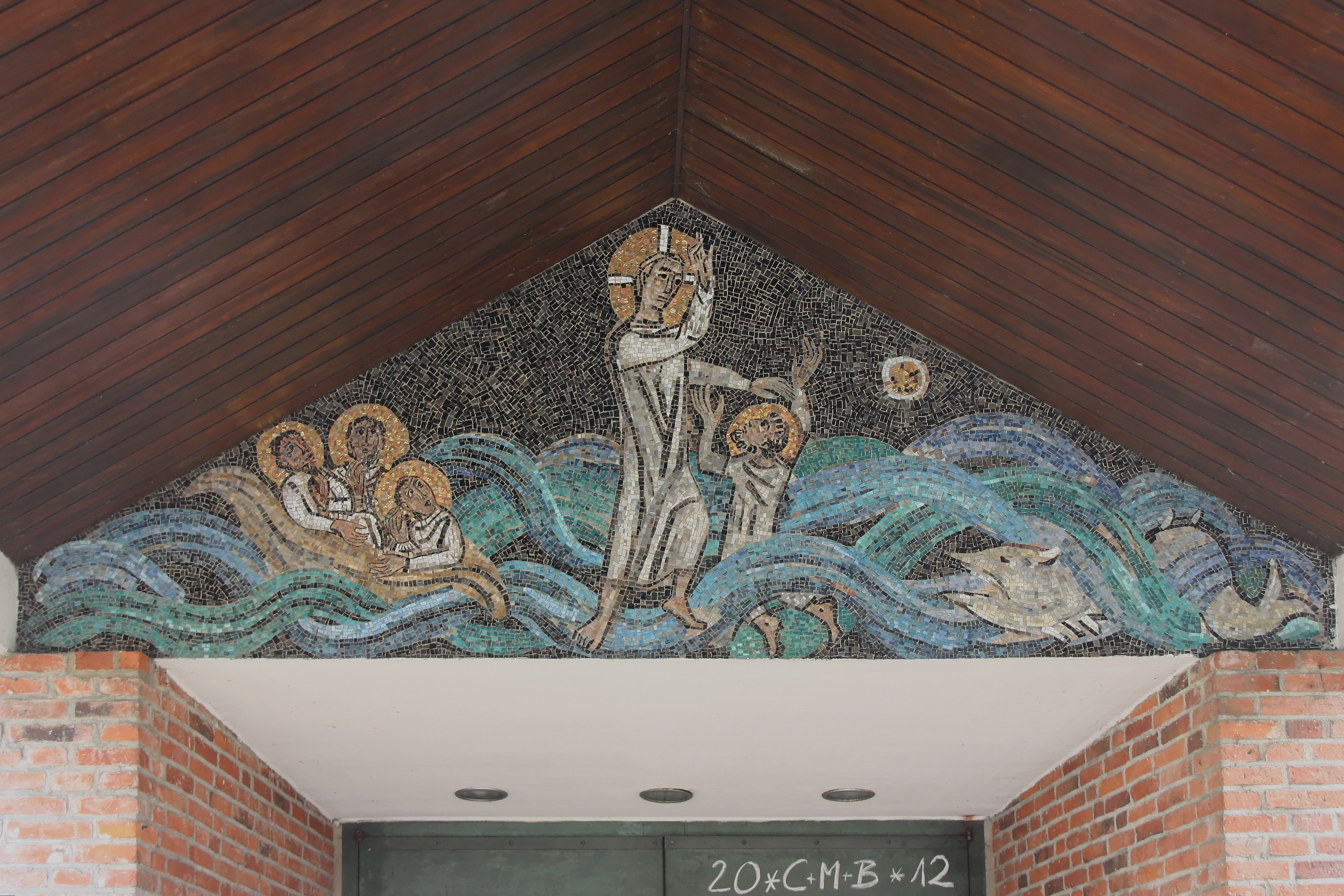
Tympanon über dem Eingang